# Championnat d'Afrique masculin de volley-ball 1997
Navigation
Championnat d'Afrique 1995 Championnat d'Afrique 1999
Le 11e championnat d'Afrique masculin de volley-ball s'est déroulé en du 30 septembre au 6 octobre 1997 à Lagos, Nigeria. Il a mis aux prises les huit meilleures équipes continentales.

## Équipes engagées
- Afrique du Sud
- Algérie gr a
- Botswana gr a
- Cameroun
- Égypte
- Nigeria gr a
- Sénégal gr a
- Tunisie

## Compétition

### Phase de groupe
- Groupe A  ( Lagos - Nigeria ) :
- mardi 30 septembre 1997,  Algérie bat  Sénégal 3-0
- mercredi 1er octobre 1997,  Algérie bat  Nigeria 3-0
- vendredi 3 octobre 1997,  Algérie bat  Botswana 3-0
- source :  El-Khabar  N° 2084 du samedi 4 octobre 1997 page 17 .

### Phase finale
- 1/2 finales, dimanche 5 octobre 1997
  -  Tunisie bat  Algérie 3-0
  -  Cameroun bat  Nigeria ?-?
- match pour la 3e place, lundi 6 octobre 1997
  -  Algérie bat  Nigeria 3-1
- finale, lundi 6 octobre 1997
  -  Tunisie bat  Cameroun 3-0

## Classement final
| Place              | Équipe         |
| ------------------ | -------------- |
| Médaille d'or      | Tunisie        |
| Médaille d'argent  | Cameroun       |
| Médaille de bronze | Algérie        |
| 4                  | Nigeria        |
| 5                  | Égypte         |
| 6                  | Sénégal        |
| 7                  | Afrique du Sud |
| 8                  | Botswana       |

## Vainqueur
| Championnat d'Afrique de volley-ball — Vainqueur 1997 |
| ----------------------------------------------------- |
| Tunisie Sixième titre                                 |

## Sources
- El-Khabar N° 2084 , Quotidien algerien arabophone du samedi 4 octobre 1997
- Al-Chaab Quotidien algerien  arabophone du mardi 7 octobre 1997